# طفولة المسيح (رواية)
طفولة المسيح (بالإنجليزية: The Childhood of Jesus) هي رواية للكاتب الجنوب أفريقي الحائز على جائزة نوبل في الأدب سنة2003 جي إم كوتزي، نشرت عام 2013، عن دار نشر جوناثان كيب في المملكة المتحدة وفايكنغ بريس في الولايات المتحدة.

## نبذة عن الرواية
تدور أحداث الرواية في عالم غامض وغير محدد المعالم، حيث يصل رجل يُدعى سيمون إلى مدينة جديدة برفقة طفل صغير يُدعى ديفيد، لا تجمعه به صلة قرابة بيولوجية. يسعى سيمون للعثور على "أم" للطفل، ويقنع امرأة تُدعى إينيس بتولي هذا الدور، رغم أنها لم تلد الطفل. تتناول الرواية رحلة الثلاثة في هذا المجتمع الجديد، الذي تحكمه قوانين صارمة، وتُسلّط الضوء على صراعاتهم مع السلطة، والتعليم، والهوية، والانتماء.وتتميّز الرواية بأسلوبها البسيط ظاهريًا، لكنها تنطوي على تأملات فلسفية عميقة حول مفاهيم مثل الحرية، والذاكرة، واللغة، والسلطة الأبوية. كما تُثير تساؤلات حول طبيعة الحقيقة، ودور الفرد في مواجهة النظام، ومعنى الطفولة والبراءة.

## شخصيات الرواية
- سيمون: رجل في منتصف العمر، يصل إلى مدينة غريبة برفقة طفل لا يمت له بصلة بيولوجية، لكنه يتبنّى رعايته. يمثل شخصية الأب أو المربي، ويبحث عن "أم" للطفل رغم أنه لا يعرف من تكون.
- ديفيد: طفل صغير، ذكي، غريب الأطوار، يرفض الانصياع للأنظمة التعليمية التقليدية. يُلمّح إلى أنه يحمل نوعًا من "الاختيار" أو "القداسة"، مما يضفي عليه طابعًا رمزيًا يشبه شخصية المسيح.
- إينيس: امرأة يقرر سيمون أنها "أم" ديفيد، رغم أنها لم تلد الطفل. تقبل هذا الدور وتصبح الأم بالتبني، مما يثير تساؤلات حول مفاهيم الأمومة والهوية.
- آنا: موظفة في مركز الاستقبال، تمثل البيروقراطية والنظام، لكنها تُظهر تعاطفًا محدودًا مع سيمون والطفل.
- ألفارو: عامل في الميناء، يُظهر لطفًا تجاه ديفيد، ويُقدَّم كرمز للبساطة والطيبة الشعبية.

## اقتباسات
هذه الاقتباسات تُظهر كيف يستخدم كوتسي الحوار البسيط ليطرح أسئلة عميقة عن الهوية، والانتماء، والذاكرة، والسلطة. 
«مصلحتُك الأولى أن تكبر وتكون رجلًا طيبًا. مثل البذرة الطيبة، البذرة التي تُوضَع عميقًا في الأرض وتمُد جذورًا قوية، ثم حين يأتي وقتها تنبثق في النور وتحمل الكثير. هكذا يجب أن تكون مثل دون كيخوته.»
«ينسى الناسُ هنا ارتباطاتهم القديمة. ينبغي أن تفعل مثلَهم؛ انسَ الروابط القديمة، لا تتبعْها.»
«لا تقلق، سأحرص حرصًا شديدًا على ألا أغرق، أعِدُك. يمكن أن تُبعِد عن ذهنك مثل هذه الأفكار السوداء. يمكن أن تتركَها تطيرُ بعيدًا مثل الطيور.»

«حين يركلون الكرة في الشبكة، يُسمَّى هدفًا. الفريق الذي يرتدي الأزرق أحرز هدفًا للتو.»

## أسلوب الرواية
تعتمد رواية طفولة المسيح لج. م. كوتسي على أسلوب سردي بسيط وواضح، يتجنّب الزخرفة اللغوية ويعتمد على الحوار المباشر والوصف المقتضب. يُستخدم السرد بضمير الغائب، مما يمنح الرواية طابعًا تأمليًا ومحايدًا، ويُتيح للقارئ متابعة الشخصيات دون تدخل واضح من الراوي.
يتميّز الأسلوب بالاقتصاد في اللغة، حيث تُقدَّم الأحداث والمواقف دون شرح مطوّل أو تحليل نفسي مباشر، مما يترك مساحة كبيرة للتأويل. كما أن الحوار بين الشخصيات يُستخدم كأداة رئيسية لنقل الأفكار الفلسفية، وغالبًا ما يكون بسيطًا في ظاهره لكنه يحمل دلالات رمزية عميقة.
تتجنّب الرواية استخدام الزمان والمكان المحددين، مما يُضفي عليها طابعًا عالميًا وغير مرتبط بسياق تاريخي أو جغرافي معين. ويُلاحظ أن الأسلوب يتعمّد الغموض في بعض المواضع، خاصة فيما يتعلق بخلفيات الشخصيات أو طبيعة العالم الذي تدور فيه الأحداث، وهو ما يعكس الطابع الرمزي للرواية.

## روابط خارجية
- طفولة المسيح (رواية) على موقع الموسوعة البريطانية (الإنجليزية)